# Betty Molesworth
Betty Eleanor Gosset Molesworth Allen (Opotiki, Nueva Zelanda; 21 de julio de 1913-Marbella, Málaga, España; 11 de octubre de 2002) fue una botánica, naturalista y exploradora de origen neozelandés.

## Biografía
Hija de un granjero parisino Arthur Ernest Parnell Molesworth y de Nellie Maude Molesworth una londinense que trabajaba en banca. Su padre era un gran aficionado a los pájaros y su madre a la jardinería por lo que creció aprendiendo a observar, respetar y amar la naturaleza. Fue sepultada  en Los Barrios, provincia de Cádiz, Andalucía, al sur de España, donde realizó importantes estudios y descubrimientos, en especial sobre las pteridofitas.

## Algunas publicaciones
- 1957. Some Common Trees of Malaya. Ed. Eastern Universities Press, 100 pp.
- 1993. A selection of Wildflowers of Southern Spain. Ed. Mirador Books, 253 pp.

## Honores
- 1995: galardonada por la Sociedad Linneana de Londres con la medalla linneana que solo se concede a naturalistas que han contribuido de una forma significativa al mundo de la biología y aportado conocimientos relevantes a nuestra historia natural[2]
- En Los Barrios existe un parque con su nombre. En él, se inauguró una placa conmemorativa promovida por el Instituto de Estudios Campogibraltareños, el Jardín Botánico Alameda de Gibraltar y la Sociedad Gaditana de Historia Natural.

### Eponimia
- (Asteraceae) Centaurea molesworthiae E. López, Devesa & García Rojas[3]

- (Amaryllidaceae) Narcissus × alleniae Donn.-Morg. nothovar. rutherfordii Fern.Casas[4]

- (Cyatheaceae) Alsophila alleniae (Holttum) R.M.Tryon[5]